# Libdvdcss
libdvdcss ist eine Programmbibliothek zur Entschlüsselung von DVDs, welche mit CSS verschlüsselt wurden. Die Bibliothek, welche Teil des VideoLAN-Projektes ist, wird von einer Vielzahl von Opensource-DVD-Abspielprogrammen verwendet und gilt als sehr portabel. Unterstützt werden die Betriebssysteme GNU/Linux, BSD, Windows, macOS, BeOS, Solaris und HP-UX. Die Software ist unter der GNU GPL lizenziert.

## Funktionsweise
libdvdcss generiert eine Liste möglicher Schlüssel. Sollte keiner der Schlüssel funktionieren (zum Beispiel wenn die DVD regionalcodiert ist), wird ein Brute-Force-Algorithmus angewandt. Libdvdcss ignoriert daher den Regionalcode einer DVD.

## Rechtliche Einschätzung
Einige Linux-Distributionen halten libdvdcss nicht in ihren offiziellen Paket-Quellen vor (etwa openSUSE, Debian und Ubuntu), da CSS patentrechtlich geschützt ist und sie keinen Rechtsstreit aufgrund von Gesetzen in der Art des Digital Millennium Copyright Act riskieren wollen. In den meisten Ländern der Erde existieren zwar keine Softwarepatente, aber die Linux-Distributionen sind schließlich auch in den USA verfügbar und wollen es auch bleiben.
In den offiziellen Debian-Repositories findet sich aber das Paket libdvdread4, mit dessen Hilfe eine aus anderen Quellen installierte libdvdcss automatisch in das System eingebunden wird, so dass es von Software genutzt wird.

### Deutschland
In Deutschland verbieten es § 95a, § 108b UrhG, ohne Zustimmung des Rechtsinhabers wirksame technische Maßnahmen zum Kopierschutz zu umgehen, es sei denn, die Umgehung erfolgt allein zum privaten Gebrauch des Täters (Privatkopie).
Nach Ansicht des Bundesjustizministeriums handelt es sich bei Software zur Umgehung des CSS-Schutzes bei der DVD-Nutzung zwar um einen Schutzmechanismus, der jedoch nicht § 95a UrhG unterfällt, da er nicht dem Kopierschutz dient, sondern lediglich der Marktzugangsbeschränkung. Fraglich ist die Wirksamkeit auch im Hinblick auf die Verfügbarkeit entsprechender Software wie DeCSS im Internet.
§ 95a Abs. 2 UrhG enthält jedoch Legaldefinitionen für den Begriff der „wirksamen technischen Maßnahmen“. Der Regelung ist immanent, dass technische Maßnahmen grundsätzlich auch dann wirksam sein können, wenn ihre Umgehung möglich ist. Andernfalls würde das Umgehungsverbot jeweils mit der Umgehung technischer Maßnahmen infolge der dadurch erwiesenen Unwirksamkeit obsolet.

### Finnland
Das Helsingin käräjäoikeus (Amtsgericht Helsinki) entschied am 25. Mai 2007, dass CSS nicht mehr als wirksame Kopiersperre betrachtet werden könne. Das Schutzsystem sei schon 1999 ausgehebelt worden.